# Suzuki S-Presso

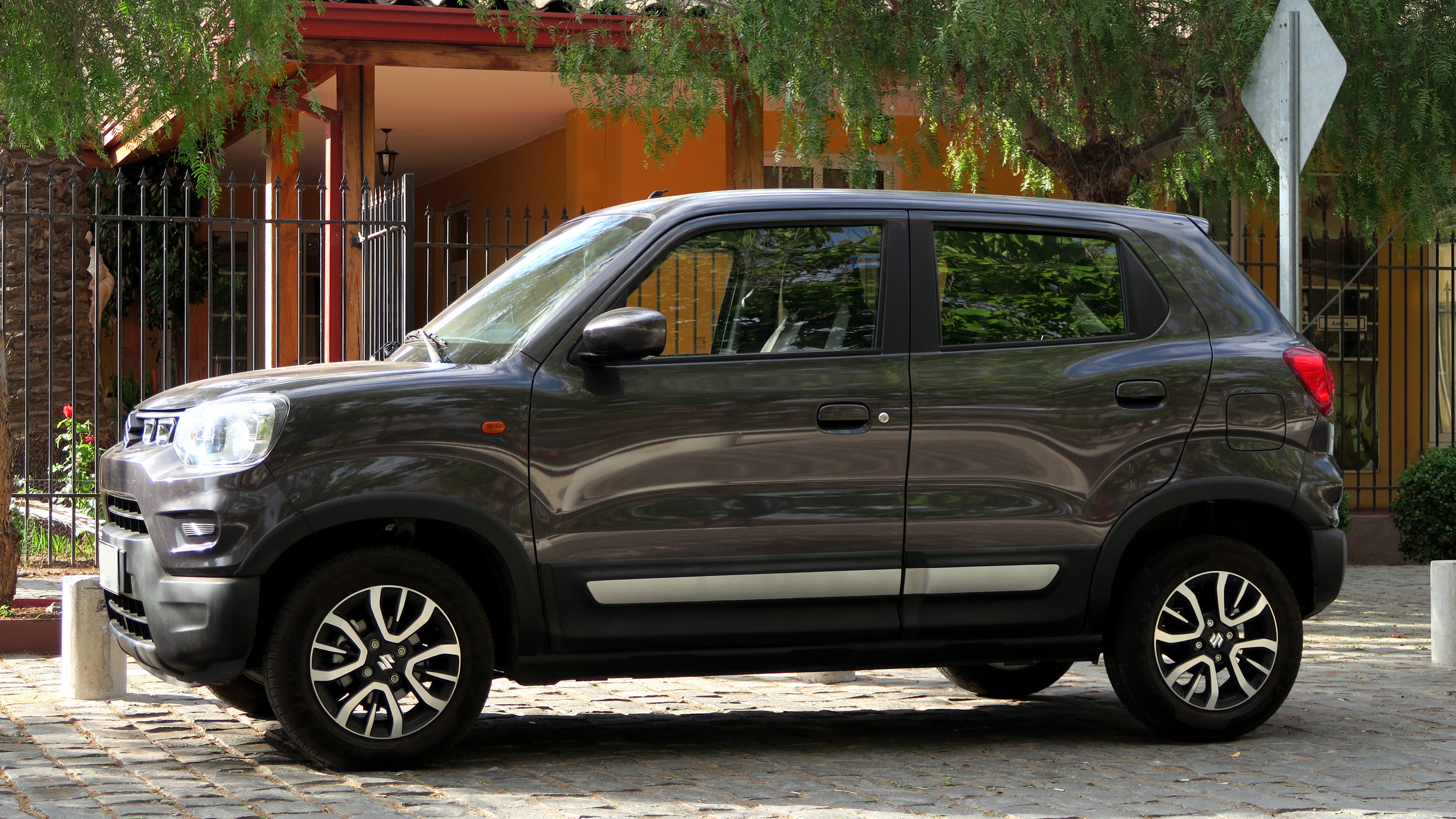
Suzuki S-Presso Adventure

Le Suzuki S-Presso est un crossover citadin du constructeur automobile japonais Suzuki produit depuis septembre 2019. Il est fabriqué par sa filiale indienne Maruti Suzuki et se destine principalement aux marchés émergents. Il s'intercale entre l'Alto et le Wagon R au sein de la gamme du constructeur,.